# Метође
Метође је природни резерват у оквиру Националног парка Копаоник. Обухвата десну страну Брзећке реке и кањон реке са шумом.

## Копаоничко метође
Копаоничко метође је народно светилиште, а налази се на месту где из камена литице тече вода којој се преписују лековита својства. Трећег јула сваке године (почев од 1504) слави се као рударка копаоничка слава и тог дана сваке године народ из читавог краја долази овде да се помоли и умије лековитом водом.Турци су 3. јула 1504. године (Св. Метођије) натерали рударе да сиђу у рудник и да копају руду. Настало је велико невреме са громовима који су запалили рудник и том приликом су настрадали рудари. Од тада народ из многих крајева Србије долази на ово светилиште у све већем броју. Светилиште се налази и припада Националном парку Копаоник. Забрањен је прилаз возилима, заштићено је, урађени су путокази, пешачка стаза, црква брвнара и место за прихват народа. Читав овај комплекс прелепе и нетакнуте парцеле припада Брзећу и општини Брус.

## Биљни свет
Метође је природни резерват у оквиру Националног парка Копаоник, карактеристичан је по шест фитоценолошких различитих смрчевих и букових заједница са доста других ретких и реликтних бињних врста. На овом простору биљни свет је веома сложен са доста прелазних особина, због различитих климатских зона. Због благе планиинске климе вегетацијски перио је доста дуг. Довољна количина воденог талога доприноси великом прирасту биомасе, што је условљено повољном геолошком подлогом (гранит, метаморфна стена и серпентин). Овакав састав подлоге омогућава очување смрче у нижим деловима планине у заједници са буковом јелом. Високо планинска флора Копаоника на основу досадашњих истраживања садржи 825 врста и подврста, што представља једну петину флоре у Србије. Висинско смењивање вегетације почиње од врбово-тополово-јелових шума у долини река, преко термофилних шума црног бора, заједнице цера и сладуна, шуме китњака и грба, затим шума медунца и црног јасена и шикара габића, у најнижем појасу до 800 мнм. Затим:шума брдске букве, шума храста китњака (до 1100 мнм) које представљају прелаз ка планинским шумама букве и јеле (до 1600мнм) у које продире смрча, која доминира у шумама од 1500 до 1750 мнм. Од 1750 мнм почиње зона жбунасте подлоге клеке и боровнице са ниском субалпском формом смрче, па све до алпских сувата, који се налазе изнад 1950 мнм. Због интезивне климе у долини Самоковске реке, где се дуго задржавају хладне ваздушне масе и велики снежни покривач, долина је обрасла смрчевим шумама без иједне врсте листопадног дрвећа (иако се долина простире на висини 1350 метара). Различитост климатских зона и њиховог утицаја узрок су појаве већег броја ендемичних и реликтних бињних врста на Копаонику. На кречњачкој подлози, на простору Метође и Жеђи расте најбујнија шума. Смрча и јела се простиру до 1800 метара. У делима шуме Метођа, потпуно је овладала буква, чија стабла достижу 40 метара висине. На делу између Гвоздца и Метођа, запажа се деградација шуме-посебно на саставу са смрчевом шумом.

## Рељеф
Одавде благим гребенима, широком земљаном стазом, кроз дивље малине и боровнице, са лепим видицима на околне планине и јужни део Копаоника, долази се до заравни на којој су излазне станице ски-лифтова: Гвоздац, Кнежеве баре и М. Караман. У непосредној близини су громадне гранитне стене са којих се пружају лепи погледи на делове Копаоника и околне планине. Стаза води низбрдо смучарском стазом М. Караман - поред дома Ртањ (1760мнм) до почетне станице ски-лифта М. Караман, а одатле слабо маркираном стазом преко Караманског потока (поред вештачког језерцета), кроз шуму до Војног дома на асфалт и у центар конаци - Сунчани врхови.

## Стене
На врху Великог Карамана налазе се монолитне гранитне стене са којих се пружају видици на околне планине: Ртањ на северу, Јастребац и Стару планину на истоку, а на западу видици досежу до удањених планина Проклетија, Шре, Бјеласице, Комова, Дурмитора, као и врхова на Рвном Копаонику. За време Римљана копана је руда из које се добијало себро које је било на цени у то доба, а и у средњовековној Србији. Експлоатација руде била је углавном усмерена на копање руде олова и цинка, поред којих се јављају као пратећи-сребро и злато. Копаоничка област препуна је остатака старих топионица. Досада је означено 180 топионица, углавном оловних, гвоздених и бакарних руда. Већина их је из средњег века, односно турског времена, док су античке веома ретке.

## Воде
Даље стаза води низбрдо поред ски-лифта Караман (стаза бр. 10) до превоја Јарам (1788мнм). После пређених 200 метара асфалтног пута у смеру Брзећа, долази се до одвајања са десне стране макадамског пута којим се продужи поред чесме, поред Жљеба (1720нмн) и долази до рампе. Наставља се путем (маркираним) у правцу југозапада до Гвоздачког потока низбрдо до мостића где се убрзо долази до гејзира хладне воде, чији млаз достиже висину око 5 метара. Са седам прелепих извора хладне и чисте воде у народу познати коа „Девојачке сузе". Мале су падавине током године. Просечне годишње падавине на Равном Копаонику износе 933,7мм. Површинске воде су веома честе, спадају у прву класу, што значи да се готово свуда могу користити за пииће (податак из 1988.године).